# 川上村 (樺太廳)
川上村（日语：／ Kawakami mura */?）是日本統治下的樺太廳豐榮郡的一個已不存在的村。日本第一個恐龍化石發現于該地。